# Liangyiquan
Nella scuola fondata da Fu Zhensong viene insegnato il Liangyiquan (两仪拳, ossia Liang I Ch'uan in Wade-Giles) che è un esercizio di arti marziali cinesi. Esso si compone di 81 shi (figure).
Fu Zhensong lo iniziò ad insegnare dopo aver praticato con Song Weiyi 宋唯一 un maestro di Wudang Taiji, negli anni immediatamente successivi il 1913.
Tale esercizio probabilmente è stato ripreso da uno stile di wushu che porta questo nome. Infatti oggi è ancora possibile vederlo praticare in seno alla famiglia Duan, anch'essa della provincia di Henan, ma della contea di Shenqi 沈邱县. Esiste una serie di video in cui Duan Baohua 段保华 mostra gli esercizi principali dello stile.
Lo stile pone particolare enfasi sulle tecniche per colpire i punti vitali (Dianxue 点穴)
Curiosamente il Caijiaquan (蔡家拳) possiede come Taolu sia il Liangyiquan che il Sixiangquan, nomi di due forme della Scuola di Fu Zhensong.